# Этолийская война
Этолийская война (192—189 годы до н. э.) — война римлян и их союзников против Этолийского союза и его союзников.

## Предыстория
В результате Второй Македонской войны Македония лишилась всех владений за пределами собственно Македонии. В 196 году до н. э. все греческие области были объявлены римлянами свободными, и в 194 году до н. э. римские гарнизоны ушли из Греции. Тем временем бежавший к Антиоху III после поражения Карфагена Ганнибал разработал план войны с Римом, предусматривавший, в частности, восстание против римлян этолийцев и македонян.

## Ход войны
Осенью 192 года до н. э. Антиох высадился близ Деметриады, которой овладели этолийцы, с 10 тысячами пехотинцев, 500 всадниками и 6 слонами. Филипп V Македонский оказался перед нелёгким выбором: вторжение Антиоха давало ему шанс вернуть македонские владения в Греции, конфискованные римлянами, но у Македонии не было ни сил, ни средств на новую войну с Римом. Помня предательство Антиоха, устранившегося от помощи союзнику во время Второй Македонской войны, Филипп предпочёл присоединиться к римлянам.
Спартанский царь Набис видя, что римляне и их ахейские союзники отвлечены войной, попытался увеличить свои владения в Пелопоннесе, однако вскоре его армия была разбита при Гитионе ахейским стратегом Филопеменом и заперта в пределах Спарты. Этолийцы послали тысячу человек пехоты и триста конницы к Спарте под командованием Алексамена. Однако вместо помощи они предательски убили Набиса во время учений его армии за пределами города. Этолийцы попытались захватить Спарту, но им помешало восстание спартанцев. Ахейцы, использовав в своих интересах возникший хаос, отправили в Спарту Филопемена с большим войском, который заставил спартанцев присоединиться к Ахейскому союзу и окончательно упразднил в ней царскую власть.
Антиох захватил остров Эвбею, где встал на зимние квартиры, рассылая по Греции письма с предложением присоединиться к нему. В начале весны 191 года до н. э. римляне переправили в Грецию два легиона под командованием Мания Глабриона. В результате у римлян с союзниками в Элладе оказалось почти 40 тысяч человек против 12-14 тысяч у Антиоха с этолийцами. В битве при Фермопилах Антиох был наголову разбит и спешно покинул Европу. 
Весной 190 года проконсул Ацилий возобновил наступление против этолийцев, взял Ламию и осадил Амфису. Город был на грани падения, когда прибыл новый консул, Луций Корнелий Сципион, легатом при нём был Сципион Африканский. Сципионы не захотели тратить силы на борьбу с этолийцами и, заключив с ними 6-месячное перемирие, стали готовиться к азиатскому походу. Союз с Филиппом V позволил римлянам пройти через Македонию и получить снабжение припасами.
В 189 году до н. э. римляне, македоняне, иллирийцы, эпироты, акарнанцы и ахейцы разгромили ополчение Этолийского союза и после двухнедельной осады овладели столицей Этолии — Амбракией.

## Итоги и последствия
Римские войска отправились в Малую Азию для продолжения войны с Антиохом. Филиппу V Македонскому за «преданность римским идеалам» простили не выплаченную до конца по итогам Второй Македонской войны контрибуцию и вернули заложников, а также передали под его протекторат внутреннюю Фракию и позволили присоединить к Македонии часть Фессалии и этолийских земель. Этолийский союз прекратил своё существование.